# Asota heliconia
Asota heliconia är en fjärilsart som beskrevs av Carl von Linné 1758. Asota heliconia ingår i släktet Asota och familjen nattflyn. Inga underarter finns listade i Catalogue of Life.

## Bildgalleri

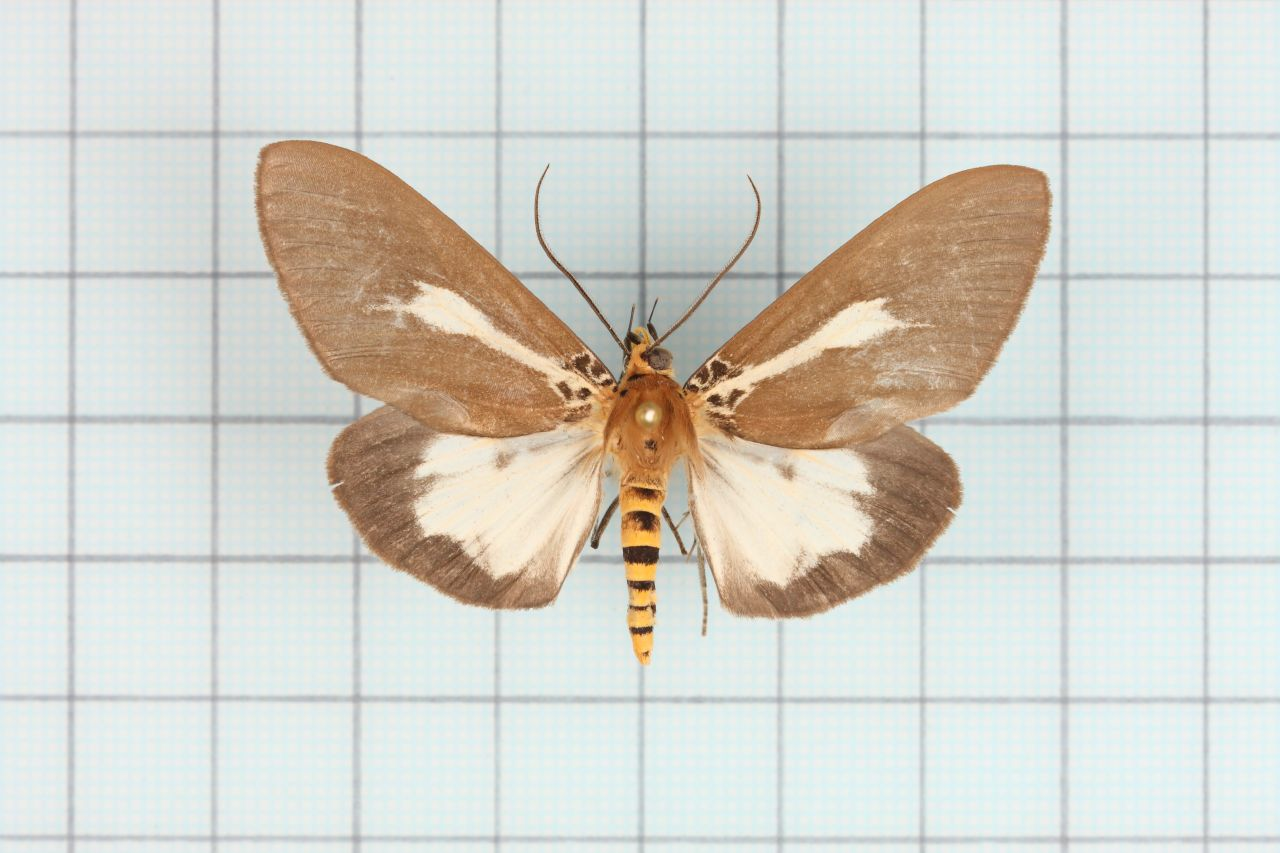
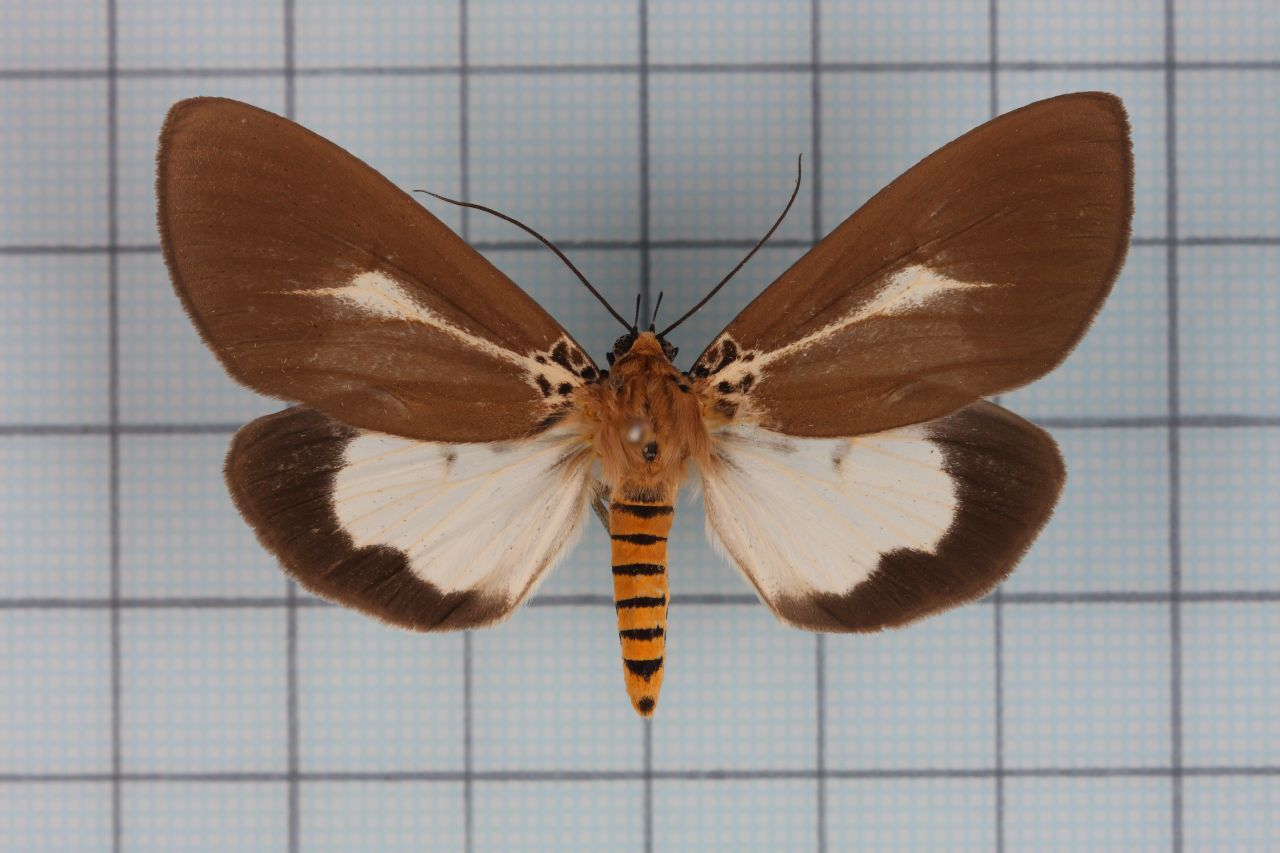
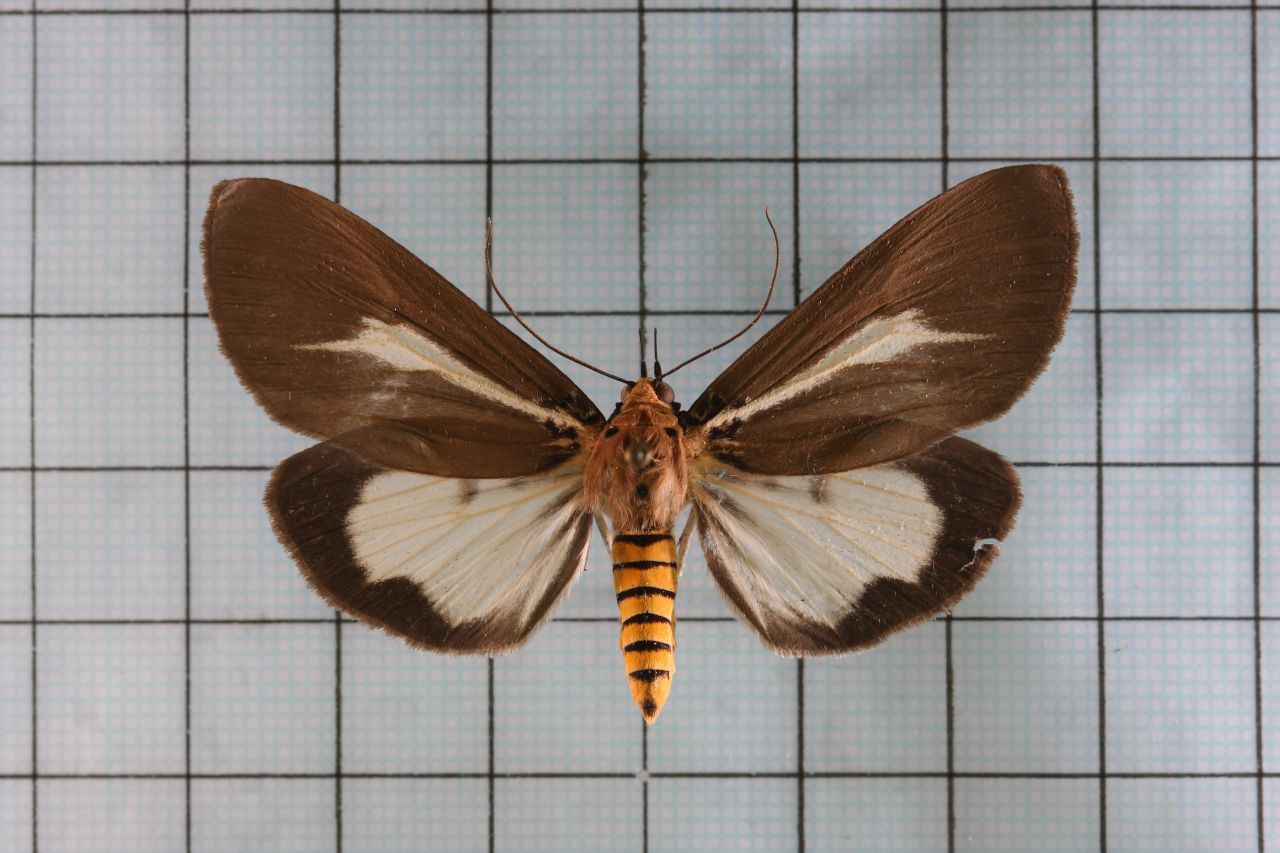
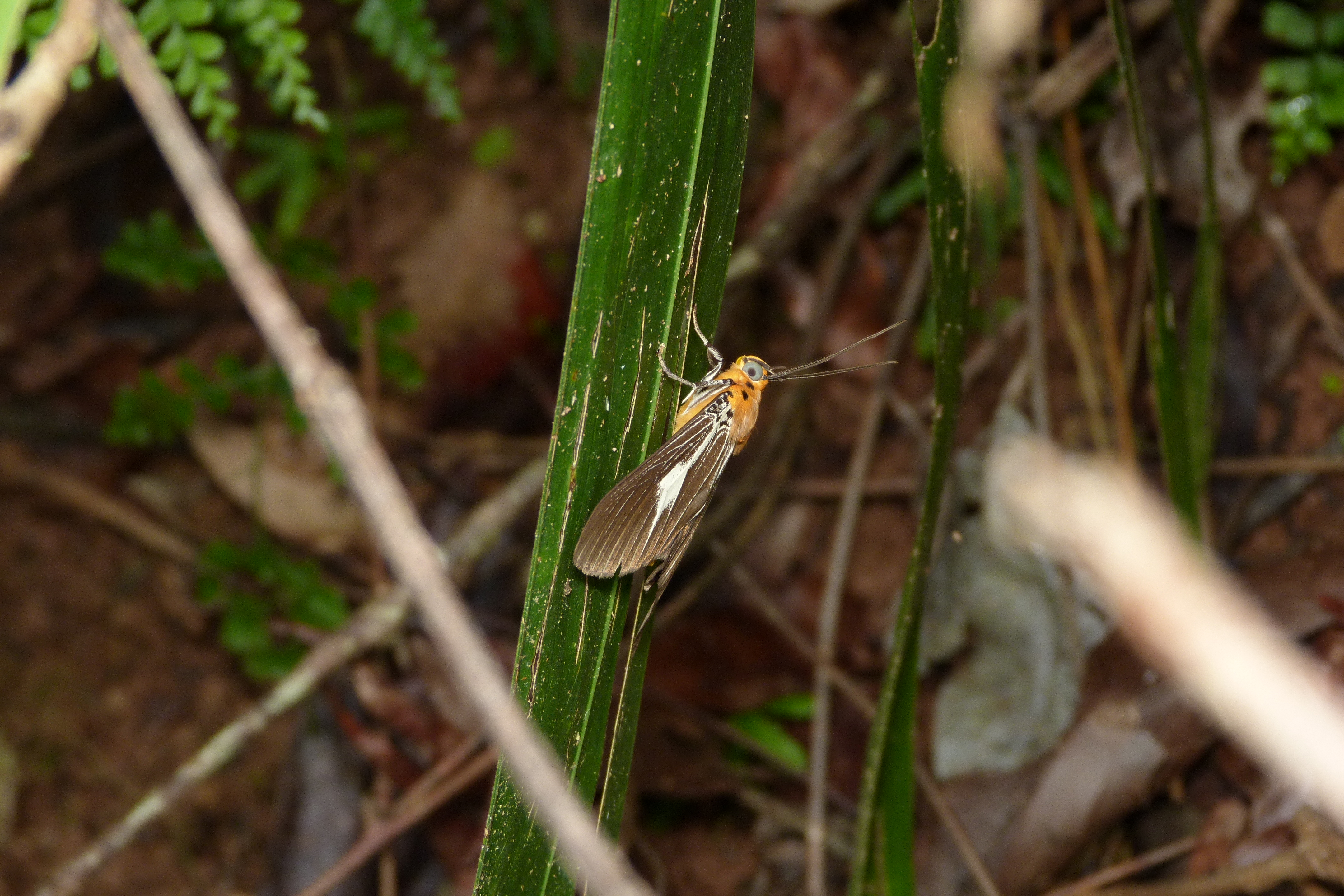
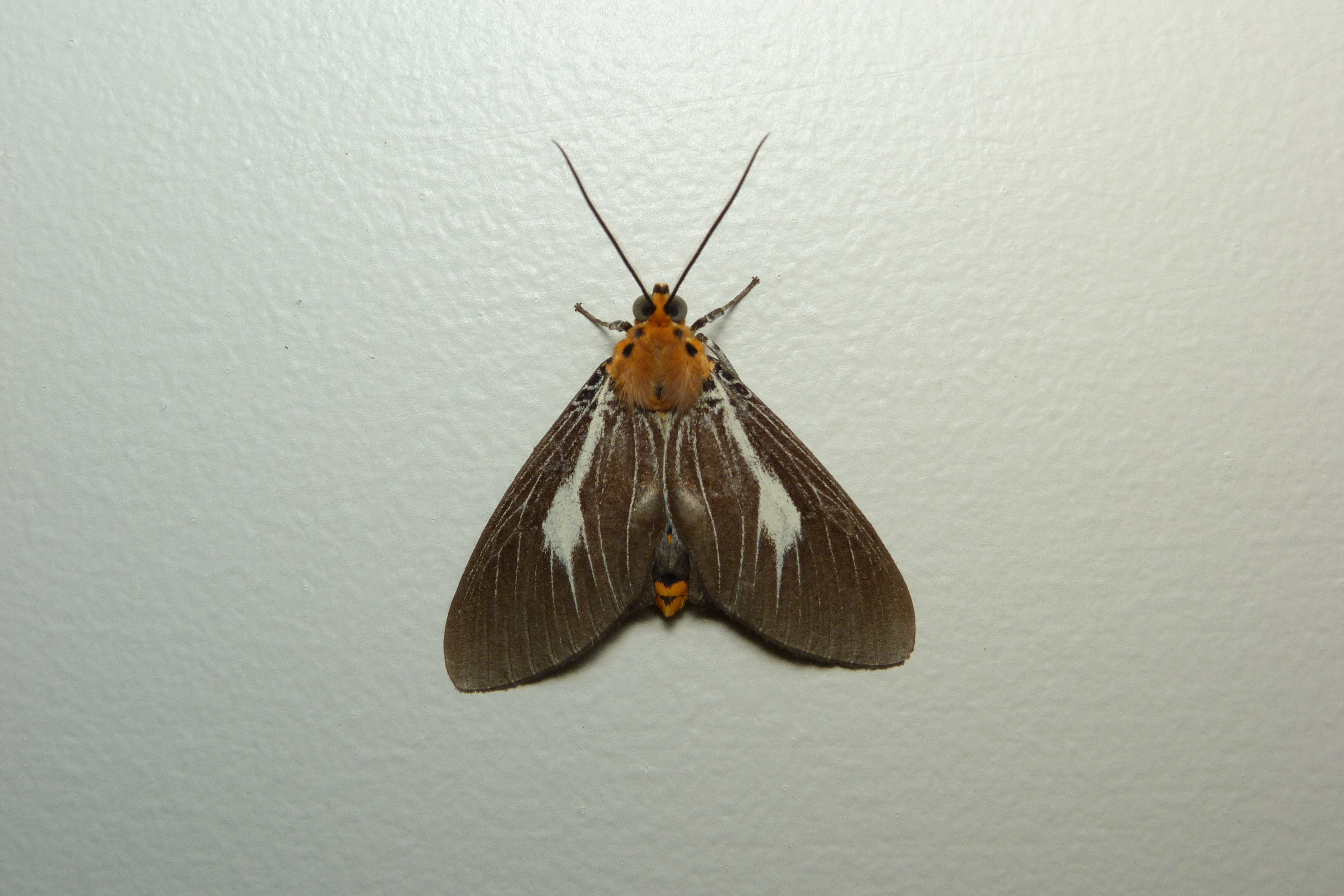
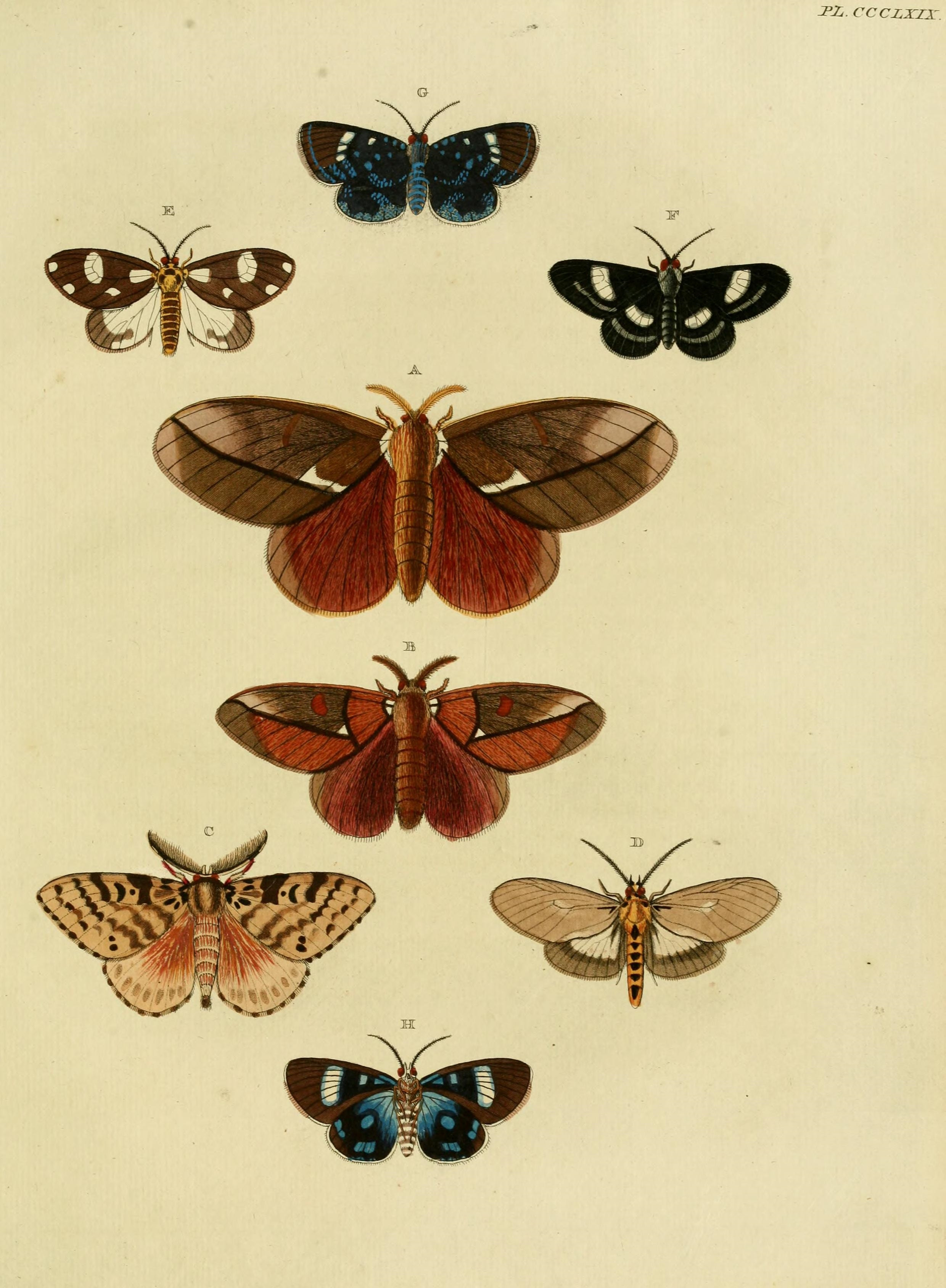